# Parkasaurus
Parkasaurus est un jeu vidéo de simulation de construction et de gestion de zoo de dinosaures développé par Washbear Studio. Publié en accès anticipé sur Steam le 25 septembre 2018, il est sorti officiellement le 13 août 2020. Le joueur est chargé de la création d'un zoo de dinosaures en construisant et en concevant des expositions de dinosaures.

## Système de jeu
Le mode de jeu standard consiste à embaucher des employés, à faire éclore des œufs de dinosaures et à les attraper s'ils s'échappent. Le joueur peut utiliser divers composants tels que des clôtures et des plantes pour créer des expositions pour les dinosaures. Tous les bâtiments du zoo peuvent être choisis dans un menu de construction et placés dans le zoo pour générer des revenus avec ses avantages. Plus les clients resteront longtemps au zoo, plus ils paieront leurs séjours. Parmi les employés, les scientifiques peuvent rechercher des fossiles pour créer de nouveaux œufs de dinosaures et les concierges nettoient en sortant les ordures. Le mode solo est pris en charge,. Chaque dinosaure a des besoins spécifiques en matière d'alimentation et d'habitat, ainsi que des exigences en matière de confidentialité. Certains biomes de base peuvent être créés immédiatement, mais pour d'autres, les terrains doivent être modifiés (approvisionnement en eau, le rendre plus accidenté, ajouter des arbres...). Le jeu a deux arbres de compétences, qui débloqueront de nouveaux bâtiments, des dinosaures et des objets spécifiques.